# Birthe Trærup
Birthe Trærup er musiketnolog og har været lektor på Musikvidenskabeligt Institut på Københavns Universitet, men er nu pensioneret.
Birthe Trærup gennemførte i 1959 et feltarbejde hos albanerne i Kosovo og Makedonien sammen med Ernst Emsheimer og Felix Hoerburger. På dét tidspunkt var det vanskeligt eller helt umuligt at foretage et tilsvarende studie i Albanien.